# Bathyglycinde
Bathyglycinde är ett släkte av ringmaskar. Bathyglycinde ingår i familjen Goniadidae.
Kladogram enligt Catalogue of Life:
| Bathyglycinde | \| \| Bathyglycinde cedroensis \| \| \| \| \| \| Bathyglycinde lindbergi \| \| \| \| \| \| Bathyglycinde longisetosa \| \| \| \| \| \| Bathyglycinde mexicana \| \| \| \| \| \| Bathyglycinde profunda \| \| \| \| |
|               | \| \| Bathyglycinde cedroensis \| \| \| \| \| \| Bathyglycinde lindbergi \| \| \| \| \| \| Bathyglycinde longisetosa \| \| \| \| \| \| Bathyglycinde mexicana \| \| \| \| \| \| Bathyglycinde profunda \| \| \| \| |
|               | Bookhoutia |
|               | |
|               | Eone |
|               | |
|               | Glycinde |
|               | |
|               | Goniada |
|               | |
|               | Goniadella |
|               | |
|               | Goniadides |
|               | |
|               | Goniadopsis |
|               | |
|               | Lacharis |
|               | |
|               | Ophioglycera |
|               | |
|               | Progoniada |
|               | |
|               | Progoniadides |
|               | |
|               | Bathyglycinde cedroensis |
|               | |
|               | Bathyglycinde lindbergi |
|               | |
|               | Bathyglycinde longisetosa |
|               | |
|               | Bathyglycinde mexicana |
|               | |
|               | Bathyglycinde profunda |
|               | |

|  | Bathyglycinde cedroensis  |
|  |                           |
|  | Bathyglycinde lindbergi   |
|  |                           |
|  | Bathyglycinde longisetosa |
|  |                           |
|  | Bathyglycinde mexicana    |
|  |                           |
|  | Bathyglycinde profunda    |
|  |                           |